# Pogonophryne dewitti
Pogonophryne dewitti är en fiskart som beskrevs av Eakin, 1988. Pogonophryne dewitti ingår i släktet Pogonophryne och familjen Artedidraconidae. Inga underarter finns listade i Catalogue of Life.